# Петер Саппанош
Петер Саппанош (угор. Péter Szappanos, нар. 14 листопада 1990, Ясберень) — угорський футболіст, воротар клубу «Пакш» та національної збірної Угорщини.

## Клубна кар'єра
Народився 14 листопада 1990 року в місті Ясберень.
У дорослому футболі дебютував 2009 року виступами за команду «Дунагарасті МТК». Протягом сезону 2012/13 на правах оренди грав за «Татабаньї».
2014 року привернув увагу представників тренерського штабу клубу «Залаеґерсеґ». Відіграв за клуб з Залаеґерсеґа наступні чотири сезони своєї ігрової кар'єри. Більшість часу, проведеного у складі «Залаеґерсеґа», був основним голкіпером команди.
Протягом 2018—2021 років захищав кольори клубу «Мезйокйовешд», після чого уклав контракт з «Гонведом», у складі якого провів наступні два роки своєї кар'єри гравця. Граючи у складі «Гонведа» також здебільшого виходив на поле в основному складі команди.
До складу клубу «Пакш» приєднався 2023 року.

## Виступи за збірну
2022 року дебютував в офіційних матчах у складі національної збірної Угорщини.
У травні 2024 року був включений до її заявки для участі у тогорічному чемпіонаті Європи як один з дублерів Петера Гулачі.
| Дата       | Місто    | Господарі | Результат | Гості  | Турнір           | Голи | Примітки |
| ---------- | -------- | --------- | --------- | ------ | ---------------- | ---- | -------- |
| 20-11-2022 | Будапешт | Угорщина  | 2 – 1     | Греція | товариський матч | -    | 90+2'    |
| Усього     |          | Матчів    | 1         |        | Голів            | 0    |          |

## Титули і досягнення
- Володар Кубка Угорщини (2):

«Пакш»: 2023–24, 2024–25